# Droga wojewódzka nr 173
Droga wojewódzka nr 173 (DW173) – droga wojewódzka w woj. zachodniopomorskim o długości 36 km łącząca Połczyn-Zdrój z Drawskiem Pomorskim (DK20). Droga przebiega przez powiat drawski i świdwiński, podlega Rejonowi Dróg Wojewódzkich Drawsko Pomorskie oraz RDW Białogard i posiada klasę techniczną G.

## Miejscowości leżące przy trasie DW173
- Połczyn-Zdrój
- Ostrowice
- Zarańsko
- Drawsko Pomorskie